# Scalpers
Scalpers is een modemerk en keten van herenmodewinkels die in 2007 in Sevilla, Spanje, werd opgericht. In 2018 rapporteerde Scalpers een omzet van € 42 miljoen, met 132 winkels en andere verkooppunten en 314 werknemers. In hetzelfde jaar meldde het bedrijf dat 8,5% van zijn omzet via e-commerce werd behaald.

## Geschiedenis
De keten werd in 2007 opgericht door Rafael de Medina Abascal, de twintigste hertog van Feria en zijn vrienden, en werd bekend om zijn 'elegante' pakken en dassen, en om het feit dat hij pantoffels modieus maakte onder wat Spaanse uitgevers de 'jetset' noemden. 
Scalpers exploiteert eigen winkels en "corners" (miniwinkels in warenhuizen El Corte Inglés, Falabella en El Palacio de Hierro ) in Spanje, Andorra, Chili, Ecuador, de VAE, Frankrijk, Mexico en Portugal.
In eerste instantie produceerde en verkocht het merk alleen kleding, accessoires en schoenen voor heren. In 2013 werd een kindercollectie gelanceerd, in 2018 een damescollectie en in 2019 een capsulecollectie voor meisjes.
In 2017 begon Scalpers internationaal uit te breiden en anno 2025 is het bedrijf actief in Europa, Latijns-Amerika en het Midden-Oosten. Bij deze expansiestrategie diversificeerde het bedrijf zich, niet alleen binnen de herenmode zelf, maar ook met een lijn voor vrouwen en kinderen.
De collectie bestaat uit pakken, sportkleding, duurzame collecties en samenwerkingen met andere merken. In 2009 lanceerde het bedrijf zijn onlinewinkel en momenteel is het actief in zeven verschillende markten.

## Winkels
Scalpers had in 2020 ruim 180 verkooppunten, waaronder eigen winkels, franchisewinkels en corners in verschillende showrooms en warenhuizen in Spanje, Portugal en in landen buiten de Europese Unie, zoals Mexico, Chili, Qatar, Peru en de Verenigde Arabische Emiraten.

## Bedrijfsvoering
Scalpers sloot het boekjaar 2017 af met een omzet van € 42 miljoen en verwachtte dat deze in 2018 de € 60 miljoen zou overschrijden. 
In 2019 zag het bedrijf zijn omzet met 31% stijgen tot €  83 miljoen. Volgens het bedrijf was deze stijging het gevolg van een jaarlijkse omzetstijging en de opening van meer dan 30 nieuwe verkooppunten. De online verkoop was het afgelopen jaar met 58% gestegen en vertegenwoordigde in 2019 ruim 15% van de omzet.